# Комендант, Григорий Иванович
Григо́рий Ива́нович Коменда́нт (*8 января 1946, Ставище) — Председатель Всеукраинского Союза объединений евангельских христиан-баптистов в 1994—2006 гг. Первый председатель Евро-Азиатской федерации союзов евангельских христан-баптистов в 1992—1996 гг., главный редактор журнала «Братский вестник» в 1995 г.

## Биография
Григорий Комендант родился 8 января 1946 года в с. Ставище Хмельницкой области. Его отец и дед (репрессированный в 1939 году) также были пасторами баптистских общин. В 1965 году принял водное крещение по вере.

## Деятельность
В 1968 году начал проповедническую деятельность. В 1971 году рукоположен на диаконское служение. В 1973, после окончания Московских заочных библейских курсов — единственного протестантского учебного заведения в Советском Союзе, — начал служение в сане пресвитера в церкви ЕХБ г. Дунаевцы в Хмельницкой области. Богословское образование повышал в 1970-х годах в Духовной семинарии Гамбурга. С 1977 года — пресвитер Ирпенской церкви ЕХБ. В 1979—1981 годах нес служение старшего пресвитера по Киевской области.
17 июля 1981 года избран заместителем старшего пресвитера по Украине.
- С 1990 по 1992 был председателем ВСЕХБ.
- В 1994 г. избран председателем ВСО ЕХБ. Руководил союзом ЕХБ до XXV съезда ВСО ЕХБ (май 2006 года). После этого возглавил новосозданный Духовно-совещательный совет при руководстве ВСО ЕХБ.
- В 1995 году избран вице-президентом Всемирного союза баптистов на пятилетний срок.
- В 2001-2003 годах был президентом Европейской баптистской Федерации

## Образование
- Заочные библейские курсы ЕХБ в Москве.
- Магистр богословия (Баптистская Духовная семинария в Гамбурге)
- Почетный доктор богословия.